# Seznam bavorských panovníků

Znak Bavorského království z roku 1806

Toto je chronologický seznam bavorských panovníků, tedy bavorských vévodů, kurfiřtů a králů, včetně předsedů vlády (od roku 1918).

## Vévodové
| Agilolfinská dynastie                 |                          | |
| Období vlády                          | Jméno                    | Poznámky                                                                                                |
| asi 555–591                           | Garibald I.              | |
| asi 591–610                           | Tassilo I.               | |
| asi 610–630                           | Garibald II.             | |
| asi 630–640                           | Fara                     | |
| asi 640–680                           | Theodo I.                | |
| asi 680–680                           | Lantpert                 | |
| asi 680–716                           | Theodo II.               | |
| asi 711–719                           | Theudebald               | |
| asi 715–725                           | Grimoald                 | |
| asi 716–719                           | Tassilo II.              | |
| asi 719–725                           | Theodbert                | |
| asi 725–737                           | Hubert                   | |
| asi 737–749                           | Odilo                    | |
| asi 749–788                           | Tassilo III.             | |
| Karlovská dynastie                    |                          | |
| Období vlády                          | Jméno                    | Poznámky                                                                                                |
| 788–814                               | Karel Veliký             | také císař Svaté říše římské (SŘŘ), král franský a langobardský                                         |
| 814–817                               | Lothar I.                | také císař SŘŘ a král langobardský                                                                      |
| 817–829                               | Ludvík I. Zbožný         | také císař SŘŘ a král franský                                                                           |
| 829–865                               | Ludvík II. Němec         | také císař SŘŘ                                                                                          |
| 865–880                               | Karloman                 | také italský král                                                                                       |
| 880–882                               | Ludvík III. Mladý        | mladší syn Ludvíka II.                                                                                  |
| 882–887                               | Karel III. Tlustý        | také císař SŘŘ, král italský a (východo/západo)franský                                                  |
| 887–899                               | Arnulf Korutanský        | také král italský a východofranský, vévoda korutanský                                                   |
| 899–907                               | Ludvík Dítě              | také jako Ludvík IV. východofranský král                                                                |
| Luitpoldovská dynastie                |                          | |
| Období vlády                          | Jméno                    | Poznámky                                                                                                |
| 907–937                               | Arnulf I. Zlý            | |
| 937–938                               | Eberhard                 | syn Arnulfa I., sesazen východofranským králem Otou I.                                                  |
| 938–947                               | Berthold                 | také korutanský vévoda                                                                                  |
| Otonovská dynastie                    |                          | |
| Období vlády                          | Jméno                    | Poznámky                                                                                                |
| 947–955                               | Jindřich I.              | také korutanský vévoda a bratr východofranského krále Oty I.                                            |
| 955–976                               | Jindřich II. Svárlivý    | také korutanský vévoda a veronský markrabě                                                              |
| 976–982                               | Ota I.                   | také švábský vévoda                                                                                     |
| Luitpoldovská dynastie                |                          | |
| Období vlády                          | Jméno                    | Poznámky                                                                                                |
| 982–985                               | Jindřich III.            | také korutanský vévoda a veronský markrabě                                                              |
| Otonovská dynastie                    |                          | |
| Období vlády                          | Jméno                    | Poznámky                                                                                                |
| 985–995                               | Jindřich II. Svárlivý    | podruhé                                                                                                 |
| 995–1004 1009–1017                    | Jindřich IV.             | také císař Jindřich II.                                                                                 |
| Lucemburská dynastie                  |                          | |
| Období vlády                          | Jméno                    | Poznámky                                                                                                |
| 1004–1009 1017–1026                   | Jindřich V.              | také jako Jindřich I. lucemburský hrabě                                                                 |
| Sálská dynastie                       |                          | |
| Období vlády                          | Jméno                    | Poznámky                                                                                                |
| 1026–1027                             | Konrád I.                | také císař Konrád II. a burgundský král                                                                 |
| 1027–1042                             | Jindřich VI. Černý       | také burgundský král, korutanský vévoda a jako Jindřich III. císař SŘŘ, jako Jindřich I. švábský vévoda |
| Lucemburská dynastie                  |                          | |
| Období vlády                          | Jméno                    | Poznámky                                                                                                |
| 1042–1047                             | Jindřich VII.            | také lucemburský hrabě jako Jindřich II.                                                                |
| Sálská dynastie                       |                          | |
| Období vlády                          | Jméno                    | Poznámky                                                                                                |
| 1047–1049                             | Jindřich VI. Černý       | podruhé                                                                                                 |
| Ezzonidovská dynastie                 |                          | |
| Období vlády                          | Jméno                    | Poznámky                                                                                                |
| 1049–1053                             | Konrád I. z Zütphenu     | Pán z Zutphenu                                                                                          |
| Sálská dynastie                       |                          | |
| Období vlády                          | Jméno                    | Poznámky                                                                                                |
| 1053–1054                             | Jindřich VIII.           | také císař Jindřich IV.                                                                                 |
| 1054–1055                             | Konrád II. Dítě          | |
| 1055–1061                             | Anežka                   | manželka Jindřicha VI. a matka Jindřicha VIII. a Konráda II.                                            |
| Supplinburkové (Northeimská dynastie) |                          | |
| Období vlády                          | Jméno                    | Poznámky                                                                                                |
| 1061–1070                             | Ota II.                  | |
| Welfská dynastie                      |                          | |
| Období vlády                          | Jméno                    | Poznámky                                                                                                |
| 1070–1077                             | Welf I.                  | v genealogii Welfů jako Welf IV.                                                                        |
| Sálská dynastie                       |                          | |
| Období vlády                          | Jméno                    | Poznámky                                                                                                |
| 1077–1095                             | Jindřich VIII.           | podruhé                                                                                                 |
| Welfská dynastie                      |                          | |
| Období vlády                          | Jméno                    | Poznámky                                                                                                |
| 1096–1101                             | Welf I.                  | podruhé                                                                                                 |
| 1101–1120                             | Welf II.                 | v genealogii Welfů jako Welf V.                                                                         |
| 1120–1126                             | Jindřich IX. Černý       | |
| 1126–1139                             | Jindřich X. Pyšný        | také jako Jindřich II. saský vévoda                                                                     |
| Babenberská dynastie                  |                          | |
| Období vlády                          | Jméno                    | Poznámky                                                                                                |
| 1139–1141                             | Leopold                  | také jako Leopold IV. rakouský markrabě                                                                 |
| Štaufská dynastie                     |                          | |
| Období vlády                          | Jméno                    | Poznámky                                                                                                |
| 1141–1143                             | Konrád III.              | také císař SŘŘ                                                                                          |
| Babenberská dynastie                  |                          | |
| Období vlády                          | Jméno                    | Poznámky                                                                                                |
| 1143–1156                             | Jindřich XI. Jasomirgott | také jako Jindřich II. rakouský vévoda a markrabě                                                       |
| Welfská dynastie                      |                          | |
| Období vlády                          | Jméno                    | Poznámky                                                                                                |
| 1156–1180                             | Jindřich XII. Lev        | také jako Jindřich III. saský vevoda                                                                    |
| Wittelsbašská dynastie                |                          | |
| Období vlády                          | Jméno                    | Poznámky                                                                                                |
| 1180–1183                             | Ota I.                   | také falckrabě rýnský                                                                                   |
| 1183–1231                             | Ludvík I. Kelheimský     | také falckrabě rýnský                                                                                   |
| 1231–1253                             | Ota II. Urozený          | také falckrabě rýnský                                                                                   |

### Dělení země
| Wittelsbašská dynastie |                  |                                                |
| Období vlády | Jméno            | Poznámky                                       |
| 1253–1294 | Ludvík II. Silný | také falckrabě rýnský                          |
| 1294–1317 | Rudolf I.        | také falckrabě rýnský                          |
| 1294–1347 | Ludvík IV.       | jako Ludvík IV. také císařem Svaté říše římské |
| 1329 postoupil Ludvík IV. území Horní Falci synům svého bratra Rudolfa I. Horní Falc byla zpět příčleněna až v roce 1628. |                  |                                                |

| Wittelsbašská dynastie |                            |                   |
| Období vlády           | Jméno                      | Poznámky          |
| 1253–1290              | Jindřich XIII.             |                   |
| 1290–1312              | Ota III.                   | také uherský král |
| 1290–1296              | Ludvík III.                |                   |
| 1290–1310              | Štěpán I.                  |                   |
| 1310–1339              | Jindřich XIV. Starší       |                   |
| 1310–1334              | Ota IV.                    |                   |
| 1312–1333              | Jindřich XV. Natternberský |                   |
| 1339–1340              | Jan I. Dítě                |                   |

| Wittelsbašská dynastie                                                   |              |                                          |
| Období vlády                                                             | Jméno        | Poznámky                                 |
| 1347–1388                                                                | Vilém I.     | holandský, zeelandský a henegavský hrabě |
| 1347–1404                                                                | Albrecht I.  | holandský, zeelandský a henegavský hrabě |
| 1387–1397                                                                | Albrecht II. | holandský, zeelandský a henegavský hrabě |
| 1404–1417                                                                | Vilém II.    | holandský, zeelandský a henegavský hrabě |
| 1404–1425                                                                | Jan III.     | holandský, zeelandský a henegavský hrabě |
| Po smrti Jana III. bylo území rozděleno mezi ostatní linie Wittelsbachů. |              |                                          |

| Wittelsbašská dynastie                                    |                  |                                                         |
| Období vlády                                              | Jméno            | Poznámky                                                |
| 1347–1361                                                 | Ludvík V.        | také tyrolský hrabě a do roku 1351 braniborský markrabě |
| 1347–1350                                                 | Ludvík VI. Říman | od roku 1351 braniborský markrabě a kurfířt             |
| 1347–1350                                                 | Ota V. Líný      | od roku 1351 braniborský markrabě a kurfířt             |
| 1361–1363                                                 | Meinhard         | jako Meinhard III. hrabě tyrolský                       |
| po smrti vévody Meinharda připadla jeho území Štěpánu II. |                  |                                                         |

| Wittelsbašská dynastie |            |
| Období vlády           | Jméno      |
| 1347–1375              | Štěpán II. |

| Wittelsbašská dynastie                                   |                     |
| Období vlády                                             | Jméno               |
| 1392–1413                                                | Štěpán III.         |
| 1413–1443                                                | Ludvík VII. Vousatý |
| 1443–1445                                                | Ludvík VIII. Mladší |
| 1447 bylo území připojeno k Vévodství Bavorsko-Landshut. |                     |

| Wittelsbašská dynastie                                  |                      |
| Období vlády                                            | Jméno                |
| 1392–1393                                               | Fridrich Moudrý      |
| 1393–1450                                               | Jindřich XVI. Bohatý |
| 1450–1479                                               | Ludvík IX. Bohatý    |
| 1479–1503                                               | Jiří Bohatý          |
| 1503 bylo území připojeno k Vévodství Bavorsko-Mnichov. |                      |

| Wittelsbašská dynastie |                      |
| Období vlády           | Jméno                |
| 1392–1397              | Jan II.              |
| 1397–1438              | Arnošt               |
| 1397–1435              | Vilém III.           |
| 1435–1441              | Adolf Spravedlivý    |
| 1438–1460              | Albrecht III. Zbožný |
| 1460–1463              | Jan IV.              |
| 1463–1467              | Zikmund              |
| 1465–1508              | Albrecht IV. Moudrý  |

### Sjednocené Bavorsko
| Wittelsbašská dynastie |                       |                                                                  |
| Období vlády           | Jméno                 | Poznámky                                                         |
| 1508–1545              | Ludvík X. z Landshutu |                                                                  |
| 1508–1550              | Vilém IV.             |                                                                  |
| 1550–1579              | Albrecht V.           |                                                                  |
| 1579–1597              | Vilém V. Zbožný       |                                                                  |
| 1597–1623              | Maxmilián             | po bitvě na Bílé hoře byla Maxmiliánovi udělena hodnost kurfiřta |

## Vévodové a kurfiřti
| Wittelsbašská dynastie      |                       | |
| Období vlády                | Jméno                 | Poznámky |
| 1623–1651                   | Maxmilián I.          | roku 1623 bylo Falcké kurfiřtství přeneseno do Bavorska                                                                   |
| 1651–1679                   | Ferdinand Maria       | v prvních letech vlády byla jeho poručnicí matka Marie Anna Habsburská (dcera císaře Ferdinanda II.)                      |
| 1679–1726                   | Maxmilián II. Emanuel | v letech 1692 až 1706 také nizozemský místodržitel                                                                        |
| 1726–1745                   | Karel Albrecht        | od roku 1742 také jako Karel VII. císařem Svaté říše římské                                                               |
| 1745–1777                   | Maxmilián III. Josef  | jeho smrtí vymřela bavorská linie Wittelsbachů                                                                            |
| Falcko-Neuburská linie      |                       | |
| 1777–1799                   | Karel II. Teodor      | od roku 1743 jako Karel IV. Theodor falcký kurfiřt a také vévoda z Jülichu a Bergu                                        |
| Falcko-Zweibrückenská linie |                       | |
| 1799–1806                   | Maxmilián IV.         | 1806 s povýšením Bavorska na království se stál Maxmilián IV. Josef pod jménem Maxmilián (Max) I. prvním bavorským králem |

## Bavorské království (1806–1918)
Roku 1806 se Bavorské kurfiřtství stalo královstvím a Wittelsbachové vládli až do roku 1918. K bavorské královské linii patří:
| Portrét | Jméno              | Narození – úmrtí | Období vlády od – do | Poznámky |
| ------- | ------------------ | ---------------- | -------------------- | --- |
|         | Maxmilián I. Josef | 1756–1825        | 1806–1825            | také bavorský a falcký kurfiřt jako Maxmilián IV. Josef a vévoda falcko-zweibrückenský a z Bergu jako Maxmilián Josef |
|         | Ludvík I.          | 1786–1868        | 1825–1848            | |
|         | Maxmilián II.      | 1811–1864        | 1848–1864            | |
|         | Ludvík II.         | 1845–1886        | 1864–1886            | zbaven svéprávnosti a vlády 9. června 1886                                                                            |
|         | Ota I.             | 1848–1916        | 1886–1913            | fakticky vládl v letech 1886–1912 princ regent Luitpold a 1912–1913 princ regent Ludvík                               |
|         | Ludvík III.        | 1845–1921        | 1913–1918            | abdikoval v roce 1918                                                                                                 |

## Svobodný stát Bavorsko – předsedové vlády
- 8. listopadu 1918 do 21. února 1919: Kurt Eisner
- 1. března 1919 do 16. března 1919: Martin Segitz
- 17. března 1919 do 16. března 1920: Johannes Hoffmann
- 16. března 1920 do 21. September 1921: Gustav rytíř z Kahru
- 21. září 1921 do 8. listopadu 1922: Hugo hrabě z Lerchenfeldu na Köferingu a Schönbergu
- 8. listopadu 1922 do 1. července 1924: Eugen rytíř z Knillingu
- 2. července 1924 do 10. března 1933: Heinrich Held, zbaven moci nacistickým režimem
- 12. dubna 1933 do 1. listopadu 1942: Ludwig Siebert, ustanovený nacistickým režimem
- 2. listopadu 1942 do 28. dubna 1945: Paul Giesler, ustanovený nacistickým režimem
- 28. května 1945 do 28. září 1945: Fritz Schäffer, ustanovený
- 28. září 1945 do 1946: Wilhelm Hoegner, ustanovený
- 21. prosince 1946 do 1954: Hans Ehard
- 14. prosince 1954 do 1957: Wilhelm Hoegner
- 16. října 1957 do 22. ledna 1960: Hanns Seidel
- 26. ledna 1960 do 1962: Hans Ehard
- 11. prosince 1962 do 6. listopadu 1978: Alfons Goppel
- 7. listopadu 1978 do 3. října 1988: Franz Josef Strauss
- 19. října 1988 do 27. května 1993: Max Streibl
- 28. května 1993 do 9. října 2007: Edmund Stoiber
- od 9. října 2007 do 27. října 2007: Günther Beckstein
- od 27. října 2007 do 13. března 2018: Horst Seehofer
- od 16. března 2018: Markus Söder